# 宇頭站
宇頭站（日语：／ Utō eki */?）是一個位於日本愛知縣岡崎市宇頭町山之神，屬於名古屋鐵道（名鐵）名古屋本線的鐵路車站。車站編號為NH16。

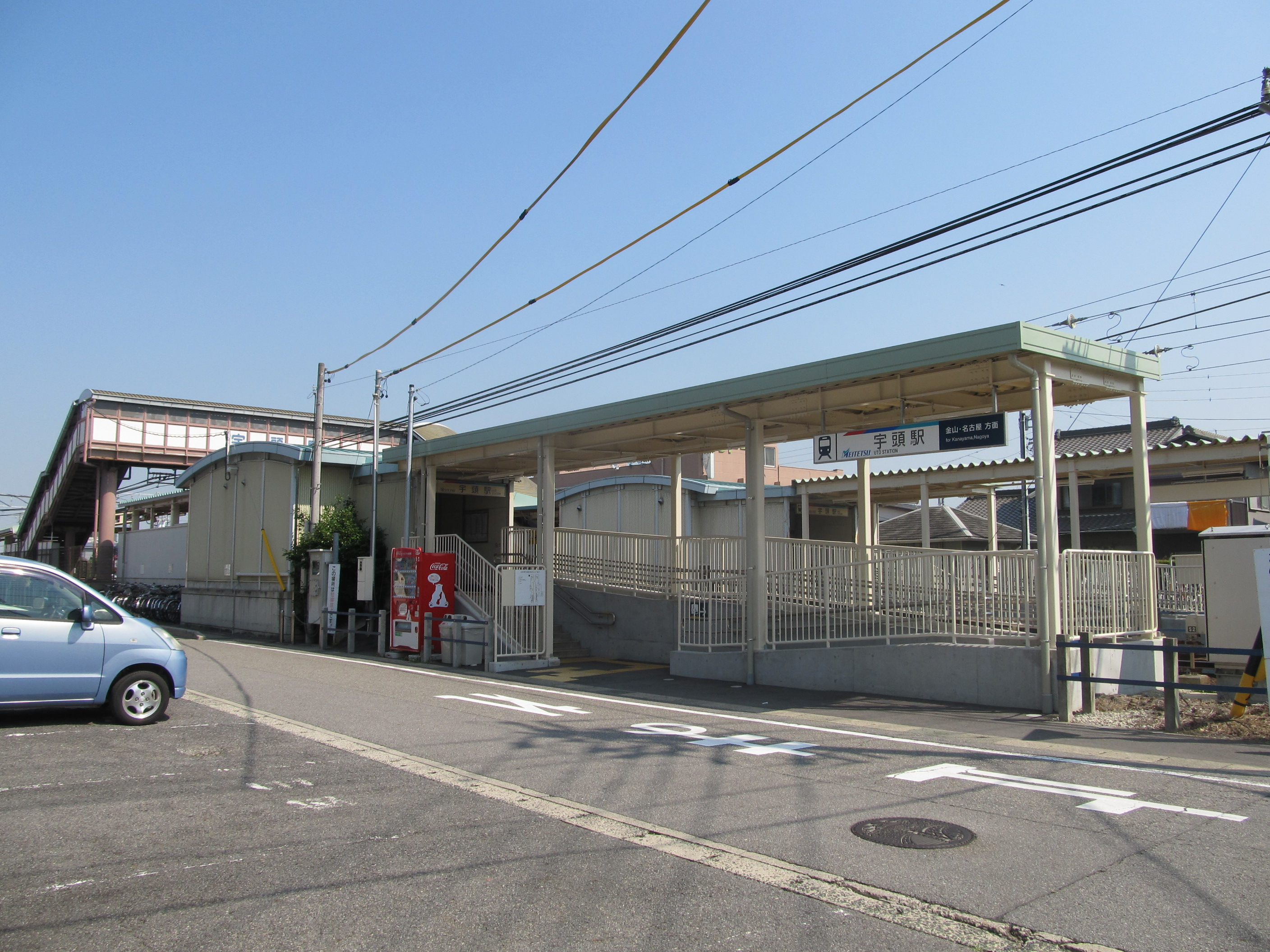
北口（2018年6月）

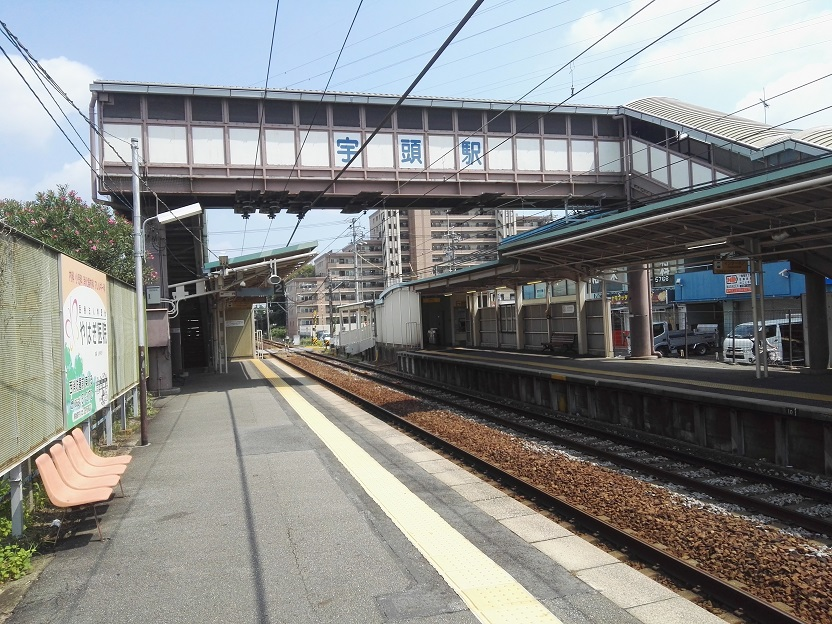
月台（2019年8月）

## 車站構造
本站為對向式月台2面2線的地面車站，月台長6節。
| 月台 | 路線       | 方向 | 目的地               |
| ---- | ---------- | ---- | -------------------- |
| 1    | 名古屋本線 | 下行 | 金山、名鐵名古屋方向 |
| 2    | 名古屋本線 | 上行 | 東岡崎、豐橋方向     |

### 配線圖
| ← 東岡崎、 豐橋方向 | 宇頭站 構內配線略圖 | → 知立、 名古屋方向 |
| 图例 参考文献：     |                     |                     |

## 使用情況
- 根據岡崎市統計資料，以下為近年1日平均上下車人次列表[3]：

| 年度   | 1日平均 上下車人次 |
| ------ | ------------------ |
| 2006年 | 1,363              |
| 2007年 | 1,371              |
| 2008年 | 1,424              |
| 2009年 | 1,388              |
| 2010年 | 1,443              |
| 2011年 | 1,431              |
| 2012年 | 1,459              |
| 2013年 | 1,565              |
| 2014年 | 1,565              |
| 2015年 | 1,603              |
| 2016年 | 1,653              |
| 2017年 | 1,697              |
| 2018年 | 1,731              |

## 相鄰車站
名古屋鐵道
 名古屋本線
□快速特急、■特急、■急行、■準急
通過
■普通
矢作橋（NH15）－宇頭（NH16）－新安城（NH17）

## 外部連結
- 宇頭 - 名古屋鐵道